# Albin Tahiri
Albin Tahiri (Slovenj Gradec, 15 febbraio 1989) è uno sciatore alpino kosovaro.
Primo sciatore alpino della nazionale kosovara a partecipare a rassegne olimpiche e iridate, ha sfilato come portabandiera in rappresentanza del Kosovo durante la cerimonia di apertura e chiusura dei Giochi olimpici invernali di Pyeongchang 2018 e di apertura di quelli di Pechino 2022, assieme a Kiana Kryeziu. 
A causa del limitato riconoscimento internazionale del Kosovo, fino alla stagione 2008-2009 ha gareggiato per la nazionale slovena.

## Biografia
Tahiri, attivo in gare FIS dal dicembre del 2004, ha esordito in Coppa Europa il 23 gennaio 2017 a Méribel in supergigante (81º) e ai Campionati mondiali a Sankt Moritz 2017, dove ha preso parte a tutte le gare: si è classificato 51º nella discesa libera, 49º nel supergigante, 51º nello slalom speciale, 45º nella combinata e non ha concluso lo slalom gigante.
Ha debuttato in Coppa del Mondo il 4 marzo 2017 a Kranjska Gora in slalom gigante, senza qualificarsi per la seconda manche, e ai Giochi olimpici invernali a Pyeongchang 2018: dopo esser stato portabandiera del Kosovo durante la cerimonia di apertura, ha preso parte a tutte le gare e si è classificato 50º nella discesa libera, 47º nel supergigante, 56º nello slalom gigante, 39º nello slalom speciale e 37º nella combinata. Ai Mondiali di Åre 2019 è stato 55º nella discesa libera, 45º nel supergigante, non si è qualificato per la finale dello slalom speciale e non ha completato lo slalom gigante e la combinata, mentre a quelli di Cortina d'Ampezzo 2021 si è classificato 37º nello slalom gigante e 32º nello slalom speciale. Ai XXIV Giochi olimpici invernali di Pechino 2022 si è piazzato 35º nella discesa libera, 30º nello slalom gigante, 37º nello slalom speciale e 15º nella combinata; da allora è inattivo.